# المفتش الطاهر
المفتش الطاهر (بالفرنسية: L'inspecteur Tahar)‏ (بالإنجليزية: The Inspector Tahar)‏ هو شخصية خيالية، اسم لسلسلة أفلام وعلامة تجارية إعلامية جزائرية. ابتكرها حاج عبد الرحمان.

## أفلام
- 1967: المفتش الطاهر يجري البحث
- 1968: المفتش الطاهر: المسؤول
- 1971: مغامرة المفتش الطاهر
- 1973: عطلة المفتش الطاهر
- 1975: المفتش الطاهر يسجل الهدف